# HD86624
HD86624 — хімічно пекулярна зоря спектрального класу A2, що має видиму зоряну величину в смузі V приблизно  8,0.
Вона  розташована на відстані близько 419,8 світлових років від Сонця.